# 潘常武
潘常武（1932年—2015年2月4日），台灣平埔族道卡斯族人，長年定居臺東，台灣重要的民間古生物學與考古學工作者與化石研究者。身為業餘考古學研究者，雖然學歷僅有小學畢業，他參與考古發掘工作40餘年，重要的成就包含左鎮人遺骸的發現，以及在十三行遺址的發掘工作。
作為古生物學研究者，他在臺南菜寮溪發掘出大量更新世古生物化石，同時也是潘常武翁戎螺的發現與命名者。

## 生平
十三行發掘結束後，在資料整理的期間，潘先生兼當儲藏標本工寮的管理員，但當時的臺北縣政府連工寮基本的電也沒有供應，私接的電源走火，潘先生為了搶救重要的考古標本全身被灼傷，其半生辛苦收藏的書籍和儀器也全部付之一炬。
有一次公視要拍攝他切斷面的紀錄片，在心急的記者催促下，他用火想把斷面烤乾，卻不慎引燃化學藥劑，一時整個探坑一片火海，潘先生又再次為考古學重度燒傷。
定居臺東後，與妻子開設三省堂書局為臺東重要的書店，以及文化活動場所。

## 外部連結
- 考古工作者潘常武 保存文化資產不遺餘力 （页面存档备份，存于）
- 為大自然立傳的人 (01) 古物通-潘常武
- 潘常武 台灣第一位考古複製專家 （页面存档备份，存于）
- 南瀛化石與考古 喚醒沉睡中的犀牛
- 潘常武先生Memorial （页面存档备份，存于）